# Лангебек, Якоб
Якоб Лангебек (дат. Jacob Langebek, 23 января 1710, Тистед — 16 августа 1775, Копенгаген) — датский историк.

## Биография
Стал кандидатом богословских наук в 1732 году. В 1745 году основал Датское королевское общество истории отечества. Издавал сборник Danske Magazin, в котором помещено много его исторических исследований. 
Главная его заслуга — публикация исторических источников «Scriptores rerum danicarum medii aevi» («Датские писатели-историки средневековья») (1772—74). 
После падения Струэнзее Лангебек опубликовал анонимную работу Skaldedigte об этом событии.